# Білухівка
Білу́хівка — село в Україні, у Мартинівській сільській громаді Полтавського району Полтавської області. Населення становить 993 осіб. До 2019 орган місцевого самоврядування — Білухівська сільська рада.

## Географія
Село Білухівка знаходиться на лівому березі річки Орчик, вище за течією на відстані 1,5 км розташоване село Вільхуватка, нижче за течією на відстані 1,5 км розташоване село Варварівка, на протилежному березі — село Левенцівка.

## Історія
За даними на 1859 рік у казеному селі Костянтиноградського повіту Полтавської губернії, мешкало 948 осіб (483 чоловічої статі та 465 — жіночої), налічувалось 126 дворових господарств, існували православна церква та 3 заводи.
Станом на 1900 рік село було центром Білухівської волості.
12 червня 2020 року, відповідно до розпорядження Кабінету Міністрів України № 721-р «Про визначення адміністративних центрів та затвердження територій територіальних громад Полтавської області», село увійшло до складу Мартинівської сільської громади.
19 липня 2020 року, в результаті адміністративно — територіальної реформи та ліквідації Карлівського району, село увійшло до складу новоутвореного Полтавського району Полтавської області.
Колишній орган місцевого самоврядуваняя — Білухівська сільська рада.

## Економіка
- «Білухівка», ЗАТ.
- СФГ «АСМІК».

## Об'єкти соціальної сфери
- Білухівська гімназія
- Будинок культури.
- Амбулаторія загальної практики сімейної медицини
- Спортивний комплекс.
- Стадіон.
- Дмитрівська церква.
- Бібліотека

## Відомі люди
В селі народилися
- Кулініч Іван Петрович (1930—2012), Заслужений працівник сільського господарства.
- Кучеренко Микола Пантелеймонович (1907—1945) — військовий, Герой Радянського Союзу (1945, посмертно).
- Привидений Сергій Васильович (1974—2022) — солдат Збройних сил України, учасник російсько-української війни.